# Кайана (Аляска)
Кайана (англ. Kiana, інупіак:KatyaakабоKatyaaq) — місто (англ. city) в США, в окрузі Нортвест-Арктик штату Аляска. Населення — 447 осіб (2020).

## Географія
Розташоване на березі річки Кобук, у місці, де вона приймає приплив Сквірел, за 92 км на схід від міста Коцебу.
Кайана розташована за координатами 66°58′17″ пн. ш. 160°26′15″ зх. д. / 66.97139° пн. ш. 160.43750° зх. д. (66.971322, -160.437625). За даними Бюро перепису населення США в 2010 році місто мало площу 0,48 км², уся площа — суходіл.

### Клімат
| Клімат : Кайана         | Клімат : Кайана | Клімат : Кайана | Клімат : Кайана | Клімат : Кайана | Клімат : Кайана | Клімат : Кайана | Клімат : Кайана | Клімат : Кайана | Клімат : Кайана | Клімат : Кайана | Клімат : Кайана | Клімат : Кайана | Клімат : Кайана |
| Показник                | Січ.            | Лют.            | Бер.            | Квіт.           | Трав.           | Черв.           | Лип.            | Серп.           | Вер.            | Жовт.           | Лист.           | Груд.           | Рік             |
| Абсолютний максимум, °C | 4,4             | 3,3             | 8,9             | 16,7            | 27,8            | 33,3            | 32,8            | 32,8            | 23,3            | 16,7            | 5,0             | 5,6             | 33,3            |
| Середній максимум, °C   | −15,2           | −12,1           | −8,8            | 0,8             | 10,8            | 18,6            | 19,7            | 16,3            | 10,1            | −0,6            | −11,5           | −14,1           | 1,2             |
| Середня температура, °C | −19,1           | −16,5           | −14,1           | −4,7            | 5,3             | 12,7            | 14,6            | 11,3            | 5,5             | −3,9            | −14,5           | −17,6           | −3,3            |
| Середній мінімум, °C    | −22,6           | −20,6           | −19,8           | −10,2           | −0,3            | 6,8             | 9,3             | 6,4             | 0,9             | −7,3            | −18,1           | −21,2           | −8              |
| Абсолютний мінімум, °C  | −50             | −47,8           | −46,1           | −29,4           | −22,2           | −2,2            | −1,1            | −5,6            | −14,4           | −28,3           | −39,4           | −46,7           | −50             |
| Норма опадів, мм        | 39              |                 |                 |                 | 9               |                 |                 |                 | 201             | 110             | 29              | 11              |                 |
| ----------------------- | --------------- | --------------- | --------------- | --------------- | --------------- | --------------- | --------------- | --------------- | --------------- | --------------- | --------------- | --------------- | --------------- |
| Джерело:                |                 |                 |                 |                 |                 |                 |                 |                 |                 |                 |                 |                 |                 |

## Демографія

### Перепис 2010
Згідно з переписом 2010 року, у місті мешкала 361 особа в 101 домогосподарстві у складі 77 родин. Густота населення становила 748 осіб/км². Було 143 помешкання (296/км²).
Расовий склад населення:
| - 90,3 % — корінних американців - 6,6 % — білих - 0,3 % — чорних або афроамериканців |

До двох чи більше рас належало 2,8 %. Частка іспаномовних становила 0,3 % від усіх жителів.
За віковим діапазоном населення розподілялося таким чином: 39,3 % — особи молодші 18 років, 50,7 % — особи у віці 18—64 років, 10,0 % — особи у віці 65 років та старші. Медіана віку мешканця становила 26,9 року. На 100 осіб жіночої статі у місті припадало 113,6 чоловіків; на 100 жінок у віці від 18 років та старших — 121,2 чоловіків також старших 18 років.
Середній дохід на одне домашнє господарство становив 57 864 долари США (медіана — 41 250), а середній дохід на одну сім'ю — 56 761 долар (медіана — 42 188). Медіана доходів становила 61 875 доларів для чоловіків та 31 250 доларів для жінок. За межею бідності перебувало 36,3 % осіб, у тому числі 40,8 % дітей у віці до 18 років та 15,0 % осіб у віці 65 років та старших.
Цивільне працевлаштоване населення становило 94 особи. Основні галузі зайнятості: освіта, охорона здоров'я та соціальна допомога — 45,7 %, публічна адміністрація — 14,9 %, транспорт — 9,6 %, сільське господарство, лісництво, риболовля — 8,5 %.

### Перепис 2000
За даними переписом 2000 року населення міста становило 388 осіб. Расовий склад: корінні американці — 92,53 %; білі — 6,70 %; азіати — 0,26 %; представники двох і більше рас — 0,52 %. Частка осіб у віці молодше 18 років — 44,6 %; осіб старше 65 років — 6,4 %. Середній вік населення — 22 роки. На кожні 100 жінок припадає 136,6 чоловіків; на кожні 100 жінок у віці старше 18 років — 138,9 чоловіків.
З 97 домашніх господарств в 46,4 % — виховували дітей віком до 18 років, 45,4 % представляли собою подружні пари, спільно проживають, 16,5 % — жінки без чоловіків, 19,6 % не мали родини. 18,6 % від загальної кількості господарств на момент перепису жили самостійно, при цьому 4,1 % склали самотні літні люди у віці 65 років та старше. В середньому домашнє господарство ведуть 4,00 осіб, а середній розмір родини — 4,45 осіб.
Середній дохід на спільне господарство — $39 688; середній дохід на сім'ю — $41 667.